# Dirección de Inteligencia Nacional
La Dirección de Inteligencia Nacional, también conocida por su acrónimo DINA, fue la policía secreta de la dictadura militar de Augusto Pinochet en Chile entre 1973 y 1977. La DINA fue responsable de numerosos casos de infiltración y acción política encubierta, la DINA tenía entre sus roles principales operaciones negras (clandestinas) [clandestino: una acción/actividad que únicamente por documentos confidenciales y secretos (clasificados) se da registro] entre los que se encuentran; asesinatos, secuestro, violación y tortura de personas y muchas operaciones más; razones por la cual a dicho organismo de represión política se lo ha calificado como "La Gestapo de Pinochet".
Fue reemplazada en 1977 por la Central Nacional de Informaciones (CNI).
El 9 de abril de 2012 se dio a conocer una lista completa con 1500 exagentes de la DINA, que incluye entre otros a Cristián Labbé, quien entre 1996 y 2012 fue alcalde de la comuna de Providencia.
La Dirección de Inteligencia Nacional tenía un asesoramiento profesional de carácter internacional, siendo asesorados en el ámbito de operaciones y análisis por la Agencia Central de Inteligencia por su acrónimo CIA y por servicios de inteligencia extranjeros. La DINA tendía reclutar a operativos de fuerzas especiales, en los que encontramos a; Comandos Cobra (Ejército de Chile), Buzos Tácticos [UBC] (Armada de Chile), FFEE Comandos de Aviación (FACH), Comandos Policiales de Operaciones Especiales (Carabineros) y posiblemente Comandos y miembros convencionales de Infantería de Marina (Comandos IM e Infantes de Marina [Brigada Anfibia Expedicionaria]) (Armada de Chile). La DINA contaba con una división especial llamada "División Exterior", en ella encontramos operaciones encubiertas en el extranjero; ésta unidad fue la responsable de una operación en territorio argentino llevado a cabo por operativos de inteligencia y por órdenes ejecutivas de altos mandos de la DINA.

## Historia

### Creación

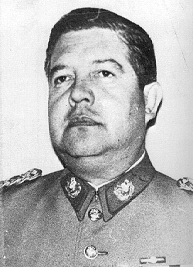
Manuel Contreras, Director de la DINA.

Aunque ya funcionaba de facto desde fines de 1973, la DINA fue creada por el Decreto Ley 521 del 14 de junio de 1974, a cargo del teniente coronel de Ingenieros Manuel Contreras Sepúlveda, apodado «Mamo». El proyecto fue aprobado por la Comunidad de Inteligencia, con el voto en contra del jefe de Inteligencia de Carabineros de la época, general Germán Segundo Campos Vásquez, quien desaprobó el proyecto porque creaba una entidad ajena a todo control institucional, directamente ligada al mando superior, esto es, a las órdenes y mando directo del general Augusto Pinochet.
La DINA tenía facultades para detener, torturar, extraer información bajo apremios y confinar personas en sus centros operativos durante los estados de excepción. Como estos estados duraron casi toda la dictadura militar, la DINA tuvo estas facultades durante prácticamente toda su existencia.
El principio rector de esta organización se basaba en la existencia de una «guerra interna» no declarada contra un enemigo que no daba tregua, esto es, los enemigos del Estado, los grupos políticos de izquierda (socialistas, comunistas, organizaciones de extrema izquierda), la sedición marxista, los opositores públicos y para cuya derrota todos los medios, legales e ilegales, estaban permitidos.
Desde su creación, la DINA dependía directamente de la Junta de Gobierno, siendo su director nacional Manuel Contreras Sepúlveda, quien informaba periódicamente de su trabajo y actividades a la Junta de Gobierno. Bajo el mando del director nacional, en una misma línea, existían tres subdirecciones: Interior, Exterior y Administrativa. La Subdirección Exterior estuvo a cargo del coronel de Aviación Mario Jahn Barrera. También existió el denominado Departamento Exterior, a cargo del teniente coronel Arturo Ureta Sire, en cuyas dependencias se desempeñaron, entre otros, José Octavio Zara Holger, Christoph Willike Floel, Alejandro Paulino Campos Rebhein, Ana María Rubio de la Cruz y Carmen Hidalgo. En Buenos Aires se encontraban, además, como agregados a la embajada, Víctor Hugo Barría Barría, Carlos Hernán Labarca Sanhueza. Fue agente civil en ese país Lautaro Enrique Arancibia Clavel.

### Escuela de las Américas
Entrenados por Estados Unidos en la Escuela de las Américas, los agentes de la DINA iniciaron una campaña de represión, focalizada principalmente en el GAP (Grupo de Amigos Personales del Presidente Allende, su guardia personal) con 60 muertos, el Movimiento de Izquierda Revolucionaria (MIR) con 400, el Partido Socialista con 400 y el Partido Comunista con 350.

### Censura
Desde el 11 de septiembre de 1973, la Dictadura Militar de Chile restringió a los canales, diarios y transmisiones de radio que apoyaban a la Unidad Popular o a los que se oponían al régimen. Además un decreto de la Junta estableció que toda información pública se debía revisar por la junta antes de salir al aire, días después se creó la «Oficina de Censura» que revisaba cada línea de los diarios, muchas páginas volvían a las oficinas de los diarios tachados con lápiz rojo.[cita requerida]
Muchas redes de televisión, por miedo a asesinato y despartideros, reformaron la verdad del Golpe de Estado a un plan de las Fuerzas Armadas de Chile, para evitar un supuesto autogolpe de izquierda.[cita requerida] Muchas cadenas internacionales de televisión fueron expulsadas del país por la misma DINA, para evitar que difundieran noticias sobre el golpe de las Fuerzas Armadas, pero algunas también fueron influidas por la Junta Militar para mentir sobre el estado social y político en Chile.[cita requerida]
Peor aún la censura llegó hasta las casas particulares y servicios públicos. El 23 de septiembre la DINA envió patrullas a registrar viviendas e instituciones, como en la Remodelación San Borja, en busca de material supuestamente subversivo, como libros de Pablo Neruda, textos de ciencias sociales, de ciencia política, de derechos humanos, entre otros, los cuales fueron agrupados y quemados en la plaza de la Remodelación.[cita requerida]

### Tortura, secuestro y desaparición

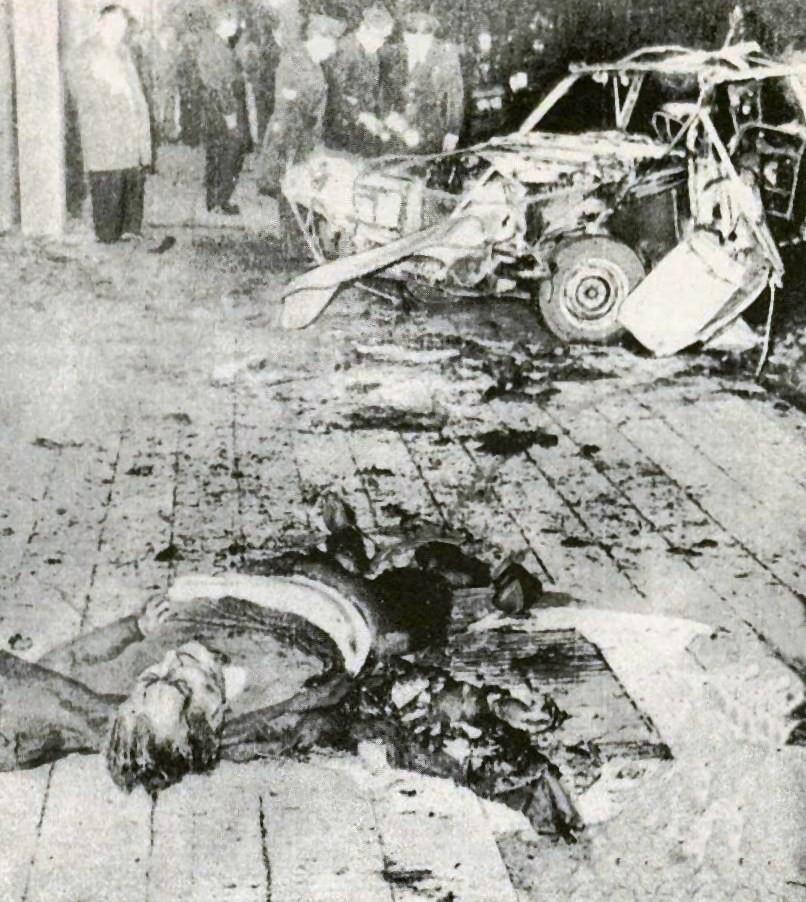
El cuerpo del exgeneral Carlos Prats destrozado por la explosión del coche bomba. Buenos Aires, 30 de septiembre de 1974.

La DINA empleó el secuestro y el asesinato como métodos de acción. Muchos de los detenidos siguen hoy desaparecidos, como se consigna en el Informe Rettig. Tenía también agentes internacionales, siendo el más significativo el mercenario estadounidense Michael Townley, quien planificó los detalles y asesinó mediante atentado con bomba radiocontrolada al general Carlos Prats en Buenos Aires, Argentina, y del mismo modo a Orlando Letelier, exministro de Relaciones Exteriores de Allende, en Washington D. C., Estados Unidos.
Entre los métodos de tortura más usados por la DINA según COPACHI (Comité de cooperación para la paz en Chile) fueron: "Aplicación de electricidad en diversas partes del cuerpo, golpes, fractura de brazos, asfixia y quemaduras por ácido y/o cigarrillos". Dentro de las torturas psicológicas más usadas fueron: "Simulacro de fusilamiento, simulacro de violación a mujeres y amedrentamiento con alusión a familiares".

### Visita de la comisión de la OEA[6]
En la visita de la comisión de la OEA en julio de 1974 el informe dejó algunas de las siguientes situaciones: "Una de las tareas de mayor importancia realizada por la Comisión fue la visita a diversos establecimientos de detención para examinar las condiciones en que se encontraban las personas privadas de libertad, y la realización de entrevistas con un elevado número de dichas personas.  Algunas de esas entrevistas fueron registradas en cintas magnetofónicas". "Se nos denunciaron graves violaciones del derecho a la integridad física. Según las declaraciones recogidas, las torturas, apremios y tratos crueles e inhumanos no se aplican en Tres Álamos, sino en otros establecimientos a los cuales se traslada periódicamente a los detenidos para someterlos a interrogatorios. Pudimos comprobar el grado de intensa perturbación emocional en que se encontraba la enorme mayoría de las detenidas.  Muchas de ellas no podían contener el llanto convulsivo y relataban sus experiencias sin recatar su indignación, aun cuando podían ser fácilmente oídas por las autoridades del establecimiento y por el Coronel Espinoza, que se encontraba a pocos metros de distancia. Otras se hallaban emocionalmente inhibidas para formular cualquier declaración"
"Continuando con la visita a los hombres detenidos, recibimos muchos y amplios testimonios –algunos de ellos grabados en cintas magnetofónicas—acerca de torturas físicas y psicológicas sufridas por la mayoría. En general, ellas consistieron, según lo declarado, en: Aplicación de corriente eléctrica en partes sensibles del cuerpo, especialmente en los órganos genitales, sucesiva o simultáneamente; Quemaduras con cigarrillos en diversas partes del cuerpo; Lesiones causadas al colgarlos de las muñecas o de los tobillos; Simulacro de fusilamiento, disparando por encima de la cabeza del detenido o hacia los costados; Amenaza de vejaciones a sus esposas, hijas o hermanas; Obligarles a presenciar las torturas aplicadas a otros detenidos o a escuchar sus gritos arrancados mediante tortura; Golpes simultáneos con las manos abiertas sobre ambos oídos, para lesionar el tímpano".

### Relación de la DINA con la CIA
El Informe Hinchey señala que entre 1974 y 1977, la Agencia Central de Inteligencia de Estados Unidos (CIA) mantuvo «contacto regular pagado» con el entonces director de la DINA. El gobierno de los Estados Unidos aprobó esta relación mercenaria con Contreras ya que «dada su posición como jefe de la principal organización de inteligencia en Chile, era necesario para cumplir la misión de la CIA, a pesar de las preocupaciones de que esta relación pudiera exponer a la CIA a acusaciones de estar colaborando en la represión política interna».

…En sus contactos con Contreras, la CIA lo instó a adherir a la circular del 17 de enero de 1974, emitido por el Ministerio de Defensa, que delineaba las directrices para tratar a los prisioneros en una manera consistente con la Convención de Ginebra de 1949.
Informe Hinchey

Sin embargo, esta circular, según admitió la propia CIA en el mismo informe, no era más que un «truco de relaciones públicas» de la dictadura militar, que «las fuerzas de seguridad chilenas no respetaban».
En abril de 1975, un comité inter-agencia de Estados Unidos ordenó a la CIA continuar su relación con Contreras, a pesar de llegar a la conclusión de que el jefe de la DINA era «el principal obstáculo a una política de derechos humanos razonable dentro de la Junta».[cita requerida]
El embajador de Estados Unidos en Chile, David H. Popper, instó al subdirector de la CIA a recibir a Contreras en Washington (agosto de 1975) «en el interés de mantener buenas relaciones con Pinochet». Mientras que, según señala el informe, «en mayo y junio de 1975, elementos dentro de la CIA recomendaron establecer una relación pagada con Contreras para obtener inteligencia basada en su posición privilegiada y acceso a Pinochet...».

Países participantes en la Operación Cóndor.
Miembros activos: Argentina, Bolivia, Brasil, Chile, Paraguay, Uruguay.
Miembros esporádicos: Colombia, Perú, Venezuela.
Estados Unidos

La CIA quería de Contreras información sobre la colaboración de los servicios de inteligencia del Cono Sur (Operación Cóndor): «La cooperación informal, el rastreo, y al menos en algunos casos, el asesinato de opositores políticos».
En octubre de 1976, dice el informe, «Contreras confirmó la existencia del Cóndor como una red de intercambio de inteligencia, pero negó que haya tenido algún rol en asesinatos extrajudiciales». El 5 de diciembre de 2004, Manuel Contreras reconoció la existencia de vínculos entre la Dirección de Inteligencia Nacional, el cuerpo de inteligencia de la dictadura de Augusto Pinochet, y la Agencia Central de Inteligencia (CIA) estadounidense, la cual «instruyó» a los militares chilenos sobre los métodos de persecución de los opositores al golpe de Estado de 1973. Contreras atribuyó además a la CIA el asesinato del vicepresidente del gobierno del socialista Salvador Allende, Carlos Prats, quien junto con su esposa fue víctima de un atentado dinamitero en Buenos Aires en 1974, ejecutado por Michael Townley, un agente de la entidad estadounidense asignado especialmente para el asesinato.
Cuando fue cuestionado también sobre la Operación Cóndor, la que según él, fue «invento» del FBI.

Hubo coordinación de servicios de inteligencia latinoamericanos, pero no como dicen los marxistas: yo no trasladé hombres a matar afuera y no vinieron a matar a Chile. Yo soy militar y hay que defender la soberanía. El único que no entró en esta coordinación fue Colombia, y mire cómo está.
 Manuel Contreras.

### Operación Cóndor
Su otro dispositivo internacional era la Operación Cóndor, copia de la Operación Phoenix.
Los métodos de tortura, así como el tratamiento otorgado por la DINA a sus prisioneros, se encuentran documentados en el informe de la Comisión Nacional sobre Prisión Política y Tortura encabezada por el obispo católico Sergio Valech en 2004, cuyos testimonios que constan en el informe serán desclasificados 50 años después de la publicación de aquel.
La DINA fue además conocida en Argentina por relatar un supuesto affaire entre la actriz-modelo Graciela Alfano y el almirante Emilio Massera, miembro de la junta militar que gobernó Argentina luego del golpe de Estado de 1976.

### Entrevista al Ex-Director de la DINA Manuel Contreras[12]
Una de las entrevistas más comentadas y de impacto fue la realizada por los periodistas Daniel Matamala y Mónica Rincón el año 2013 hacia el Ex-Director de la DINA. Manuel Contreras cumplía una cadena perpetua por crímenes de lesa humanidad en el Centro de Cumplimiento Penitenciario Cordillera y más tarde trasladado a Punta Peuco. En la entrevista el Ex-Director aseguró que nadie murió en los centros de detención de la DINA y que él nunca dio la orden de asesinar y de agredir físicamente ni psicológicamente a nadie en sus centros de detención. Con sus palabras aclara que todas las denuncias y acusaciones a la DINA son falsas; sus palabras fueron "Son una tropa de mentirosos". Otras de sus declaraciones fueron que la Ex-presidenta de Chile Michelle Bachelet y su madre Ángela Jeria no estuvieron en Villa Grimaldi sino que fueron detenidas y llevadas a la Academia de Guerra de la FACH. Las declaraciones que Manuel Contreras sostuvo y que más llamaron la atención fueron las siguientes "Los detenidos desaparecidos están en el Cementerio General; en los patios 9, 12, 24, 25, 26, 27, 28 y 29".

## Financiamiento secreto
El aparato financiero de la DINA, a cargo del exoficial de la Armada, Humberto Olavarría Aranguren, creó y/o adquirió numerosas empresas para financiar las actividades clandestinas del organismo, tanto dentro como fuera de Chile. En enero de 1974, con un capital de 200 000 escudos, la DINA constituyó la sociedad Servicios Industriales Villar y Reyes Ltda. (cuyos socios eran el oficial del Ejército Lautaro Villar Requena y el oficial de la Fuerza Aérea Leonardo Reyes Herrera), con el nombre de fantasía «Dinaservice Ltda.», para pagar las remuneraciones de los agentes del órgano represor. A fines de ese año la empresa se traspasó a Elissalde & Poblete y Cía. Limitada, cuyos socios eran el coronel de Ejército en retiro Alberto Elissalde Müller y el abogado Miguel Ángel Armando Poblete Rodríguez.
También en 1974 pasaron al control de la DINA Empresa Pesquera Arauco S.A. y Empresa Pesquera de Chile (Epech) —compañías de San Antonio que eran filiales de Corfo— con Hubert Fuchs Asenjo como gerente general y representante legal de ambas. Otras empresas creadas en los años siguientes por el organismo de inteligencia fueron: Importadora y Exportadora E.I.D. Limitada (E.I.D. Ltda.), Sociedad Servicios Electrónicos Limitada (Selectronic Ltda.), Industrial y Comercial de Refrigeración Limitada (Infricom Ltda.) y  Agrícola Agro Claro. Asimismo, la DINA también tuvo sociedades en Panamá, gracias a la ayuda del abogado y futuro presidente del país centroamericano, Guillermo Endara. Las tres empresas panameñas —Edice Investment Inc., South Fishing Corporation y Entrecostera Panatlántica— estuvieron representadas por el oficial de Ejército y abogado de la DINA, Marcos Acuña Ramos.
Según algunos exgentes de la DINA, entre ellos Jorgelino Vergara, conocido como «El Mocito», el empresario Ricardo Claro tuvo estrechos vínculos con Manuel Contreras y habría sido financista del organismo. Otra fuente de financiamiento de la DINA también fue las «expropiaciones» que realizaba a partidos y movimientos de izquierda —en el contexto de secuestros y/o asesinatos de sus integrantes— tanto en Chile como en el exterior.
En 2017 el colectivo Londres 38 se querelló por los delitos de secuestro calificado, asociación ilícita e inhumación ilegal contra los ejecutivos de Pesquera Arauco —Humberto Olavarría Aranguren; Orlando Jorquera Bravo, coronel del Ejército (r) y segundo vicepresidente de Pesquera Arauco; Pedro Espinoza Bravo, director de Operaciones de la DINA; Alejandro Burgos De Beer, mayor del Ejército; y Gerardo Godoy García, por su presunta participación en la desaparición de personas durante la dictadura.

## Fin de la DINA y reemplazo por la CNI
Sólo se detendrían sus acciones al ser reemplazada la DINA por la Central Nacional de Informaciones (CNI) en 1977, y Contreras por el general Odlanier Mena. A esas alturas la DINA había conseguido su objetivo militar; asesinar a la cúpula del Movimiento de Izquierda Revolucionaria (MIR), y a los principales dirigentes de los partidos que conformaban la Unidad Popular (UP), coalición política ganadora de los comicios efectuadas el año 1970.
El general (r) Contreras fue procesado en Chile a causa de las violaciones de los derechos humanos perpetrados por la DINA (concretamente, fue condenado a 12 años de prisión por secuestro calificado, un delito que no había sido amnistiado). Pero el juez Víctor Montiglio, que ha reemplazado al juez Juan Guzmán Tapia que hasta ahora estaba el encargado de los jueces en relación con Pinochet, ha amnistiado a Contreras en 2005.
Finalmente, el 30 de junio de 2008, Contreras fue condenado a dos cadenas perpetuas, y en el último tiempo se han agregado dos cadenas perpetuas adicionales, una por el homicidio de Carlos Prats (excomandante en jefe del ejército chileno) y otra por el de su esposa, Sofía Cuthbert, más una tercera de 20 años de prisión por asociación ilícita, establece la resolución. Ambos asesinatos fueron cometidos en Buenos Aires.

## Procesos judiciales

### Caso Llidó

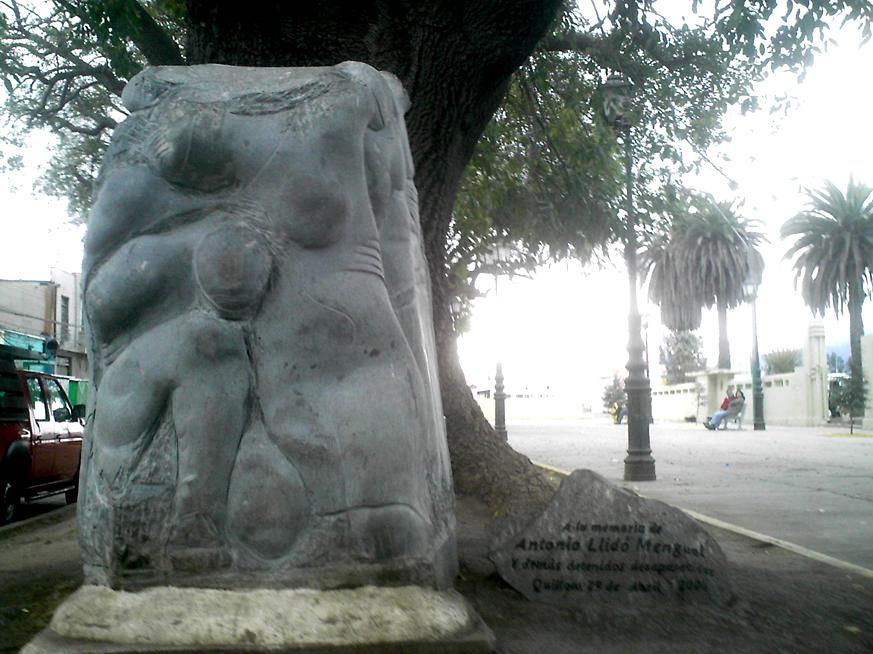
Monumento en memoria de Antonio Llidó Mengual, plaza de los Ceibos, Quillota, Chile. Obra de Enrique Cogollos.

El sacerdote Antonio Llidó fue detenido ilegalmente en octubre de 1974 y visto por última vez en el centro de reclusión clandestino de Cuatro Álamos. Agentes de la DINA lo torturaron por ayudar y dar protección a militantes del MIR.  El 15 de mayo del 2003 fueron sometidos a proceso, como autores del secuestro calificado, nueve exintegrantes de la DINA, incluida su plana mayor: Manuel Contreras Sepúlveda, Marcelo Moren Brito, Miguel Krassnoff Marchenko, Osvaldo Romo Mena, Maximiliano Ferrer Lima, Fernando Lauriani Maturana, Orlando Manzo Durán, Ciro Torré Sáez y Basclay Zapata.
En septiembre de 2008, el juez Jorge Zepeda dictó sentencia en primera instancia por el secuestro del sacerdote. Condenó a Manuel Contreras, jefe de la DINA en el momento del secuestro, y a otros tres agentes de inteligencia del Estado, a siete años de cárcel, y ordenó que el estado chileno cancelara una indemnización de 100 millones de pesos (unos 126 000 euros), por el daño moral, a Josefa Llidó Megual, hermana del sacerdote.
El proceso llegó a su fin con las condenas dictadas por la Segunda Sala de la Corte Suprema, el 31 de agosto de 2010. Se rebajó las condenas dictadas en primera instancia, otorgándoles a los autores de este crimen el beneficio de la libertad vigilada. Se condenó al jefe de la DINA, Manuel Contreras a la pena de 5 años de presidio, con beneficio de la libertad vigilada. La misma pena y el mismo beneficio para los exagentes Marcelo Moren Brito, Miguel Krassnoff y Basclay Zapata Reyes. Se absolvió a Maximiliano Ferrer Lima, Fernando Lauriani Maturana y Orlando Manzo Durán, todos por falta de participación.

### Secuestro y desaparición de Cecilia Bojanic Abad y Flavio Oyarzún Soto
Flavio Oyarzún y Cecilia Bojanic fueron detenidos el 2 de octubre de 1974 y llevados al centro de reclusión de la DINA ubicado en José Domingo Cañas. La mujer, que tenía 23 años al momento de ser detenida, se encontraba con cinco meses de embarazo cuando desapareció tras ser detenida en su casa, ubicada en la comuna de La Granja. La pareja tenía un hijo de un año y medio. El 7 de junio de 2002, la titular del Cuarto Juzgado del Crimen de San Miguel, María Teresa Díaz, procesó al brigadier (r) y exagente de la DINA Maximiliano Ferrer Lima como presunto autor del secuestro de la pareja Cecilia Bojanic Abad y Flavio Oyarzún Soto, militantes del Movimiento de Izquierda Revolucionaria (MIR). El procesamiento contra Ferrer Lima dictado por la jueza Díaz fue el primero que debió enfrentar el exoficial en causas que llevaban jueces exclusivos, aunque ya antes había sido acusado en calidad de autor por el crimen del dirigente sindical Tucapel Jiménez.
En 2006 fueron condenados a diez años de cárcel, por el delito de secuestro calificado, el general Manuel Contreras y el exagente civil Osvaldo Romo Mena. Los exoficiales Maximiliano Ferrer Lima, Fernando Lauriani Maturana, Marcelo Moren Brito y Miguel Krassnoff fueron condenados a cuatro años por el mismo delito, mientras que Orlando Manzo fue condenado a tres años en calidad de cómplice, con el beneficio de libertad vigilada. En 2009 la Corte Suprema confirmó la condena de 10 años que recibió Contreras, mientras que los otros cuatro exoficiales obtuvieron el beneficio de libertad vigilada.

### Operación Colombo
El 4 de enero de 2004 el ministro de fuero Juan Guzmán encausó a diez exagentes de la DINA, varios de ellos de su plana mayor, incluido el exjefe Manuel Contreras, por ocho víctimas desaparecidas en la conocida como Operación Colombo. Este es el segundo encausamiento dictado por el juez Guzmán por este montaje acontecido en 1975, siendo el primero el decretado el 2 de septiembre, cuando el magistrado procesó a 16 exagentes por 37 víctimas de la Colombo. Las resoluciones adoptadas por el juez Guzmán en este episodio constituyen en conjunto el más masivo procesamiento dictado hasta ahora por este ministro, y uno de los que abarca más cantidad de víctimas y encausados en los juicios que se instruyen por violaciones de los derechos humanos.
Los procesados, todos en situación de retiro y declarados reos como autores de secuestro calificado son, además de Contreras, el exjefe de la Brigada de Inteligencia Metropolitana de la DINA, general César Manríquez Bravo; el exsegundo hombre de la DINA, brigadier Pedro Espinoza Bravo; el exjefe de Villa Grimaldi, coronel Marcelo Moren Brito; el exjefe del recinto DINA Cuatro Álamos, oficial de Gendarmería Orlando Manzo Durán; el exjefe del grupo Halcón de la DINA, brigadier Miguel Krassnoff Martchenko; el exjefe del Servicio Secreto de la Dirección de Inteligencia del Ejército y exmiembro de la plana mayor de la DINA, coronel Francisco Ferrer Lima, que cumple condena en Punta Peuco por el crimen del sindicalista Tucapel Jiménez; el exjefe del recinto DINA Tres Álamos, oficial de Carabineros Conrado Pacheco Cárdenas; el suboficial de Ejército Basclay Zapata Reyes; y el exagente civil Osvaldo Romo Mena.

### Proceso por torturas
En junio de 2005 el ministro de fuero Alejandro Solís procesó a nueve exmiembros de la plana mayor de la disuelta Dirección de Inteligencia Nacional (DINA) como autores de tormentos y apremios ilegítimos: el otrora director de la general (r) Manuel Contreras, el brigadier (r) Pedro Espinoza, el brigadier (r) Miguel Krassnoff, el coronel (r) Marcelo Moren Brito, y los exagentes Osvaldo Romo, Basclay Zapata, Gerardo Godoy, Fernando Laureani y Francisco Ferrer Lima.

## Exagentes procesados a honorarios del Ejército
En 2009, el diario La Nación denunció que exagentes, algunos procesados, recibían sueldo del Ejército. Entre ellos, había exintegrantes de las brigadas Mulchén, Rengo y el grupo Leopardo. También un exfiscal militar que falsificó documentos para encubrir el crimen de Carmelo Soria, un médico del Ejército que torturó prisioneros y el agente que sacó a Eugenio Berríos de Chile.

## Cuenta bancaria DINAR
En octubre de 2013 la Agencia EFE reveló la existencia de una millonaria cuenta bancaria de la DINA con la cual financiaba actividades de la Junta Militar y a medios de prensa. La cuenta de «DINAR» —la ficticia «Dirección Nacional de Rehabilitación»— tenía el número 13280724 y pertenecía a las sucursales Plaza Baquedano-Alameda y Vicuña Mackenna-Santiago, del Banco de Crédito e Inversiones, ubicadas a corta distancia del cuartel general de la DINA, ubicado en Belgrado 11 (hoy calle Periodista José Carrasco Tapia). Contreras giró contra esa cuenta en 1975 la suma de 1 598 496 520 escudos, cuando el «sueldo vital» (mínimo) en Chile era de 27 000 escudos. Ese mismo año el escudo fue reemplazado por el peso, con una equivalencia de mil escudos por peso y un tipo de cambio oficial de 39 pesos por dólar. Los giros incluyen doce cheques cobrados desde esa cuenta por «Junta de Gobierno», por un total de 165 630 800 escudos.
Destacan los pagos de altas sumas de dinero a reparticiones del Ejército, incluidas la comandancia en jefe y la Fábrica de Armas y Materiales del Ejército (Famae), y al Banco Central.
La Agrupación de Familiares de Detenidos Desaparecidos calificó la revelación como la demostración de que «la represión fue una acción de carácter institucional del Estado chileno», mientras que la Agrupación de Familiares de Ejecutados Políticos afirmó que «esto nos demuestra que la DINA no sólo pagó a sus agentes, sino que financió a todo el Estado, incluidos los medios de comunicación, que por eso mismo mintieron sobre estos crímenes. El terrorismo fue de carácter institucional en Chile».

## Manual De Operaciones Secretas de la DINA
Un reportaje realizado en 2013 por el medio The Clinic, habla sobre un "Manual de Operaciones Secretas". Este manual, datado en 1976, ha salido a la luz pública, revelando detalles sobre las tácticas y estrategias utilizadas por la agencia de inteligencia durante ese periodo.

#### Contenido del Manual
El documento consta de 108 páginas, que se enfoca en instrucciones detalladas para agentes de la DINA en temas como misiones secretas, redes de espionaje, comunicaciones clandestinas, y elaboración de informes. De manera destacada, el manual aborda la importancia de la infiltración en organizaciones adversarias, así como el uso de tácticas como chantajes y pagos a informantes en partidos opositores.

#### Violación de la Ley y Acciones Drásticas
El manual recomienda la vulneración reiterada de la ley, haciendo hincapié en que “Se debe aprovechar la ventaja de que la gente piensa que la ley no será vulnerada”. Además, insta a los agentes a tomar medidas drásticas cuando sea necesario, reconociendo explícitamente que el mando militar estaba al tanto de las posibles transgresiones.

#### Significado Histórico
El Manual de Operaciones Secretas de la DINA arroja luz sobre la naturaleza sistemática de la represión política y las tácticas utilizadas por la agencia de inteligencia durante la dictadura de Augusto Pinochet. Su revelación contribuye a la comprensión de un periodo oscuro de la historia chilena y destaca la importancia de la documentación histórica para la memoria y la justicia.